# Беловская волость (Славяносербский уезд)
Бело́вская во́лость — административно-территориальная единица Славяносербского уезда Екатеринославской губернии.
По состоянию на 1886 год состояла из 3 поселений, 5 сельских общин. Население — 2 588 человек (1 343 мужского пола и 1 245 — женского), 418 дворовых хозяйств.
|                       | Площадь, десятин | В том числе пахотной, десятин |
| --------------------- | ---------------- | ----------------------------- |
| Сельских общин        | 3808             | 3518                          |
| Частной собственности | 6403             | 4456                          |
| Другой собственности  | 130              | 100                           |
| В целом               | 10341            | 8074                          |

Крупнейшее поселение волости:
- Белое — село при реке Белой 29 вёрст от уездного города, 1 948 человек, 238 дворов, православная церковь, школа, лавка, 2 ярмарки.